# Mydaea limbata
Mydaea limbata är en tvåvingeart som först beskrevs av Christian Rudolph Wilhelm Wiedemann 1830.  Mydaea limbata ingår i släktet Mydaea och familjen husflugor. Inga underarter finns listade i Catalogue of Life.